# Arcinella arcinella
Arcinella arcinella är en musselart som först beskrevs av Carl von Linné 1767.  Arcinella arcinella ingår i släktet Arcinella och familjen Chamidae.

## Underarter
Arten delas in i följande underarter:
- A. a. arcinella
- A. a. californica